# 田辺有栄
田辺 有栄（たなべ ゆうえい、1845年11月6日（弘化2年10月7日） - 1911年（明治44年）9月14日）は、日本の政治家、実業家。

## 略歴

### 出生から幕末期・大小切騒動
甲斐国山梨郡下於曽村（現・山梨県甲州市塩山下於曽）に生まれる。幼名は栄次郎。田辺家は御三卿領である田安家領で郡中総代を務める家柄で、当主・田辺周右衛門の長男。『東山梨郡誌』による略歴によれば、田辺は甲府の徽典館で学んだという。幼くして村内抗争で両親を失い一時は駿河国の幕臣河辺家に移る。1870年（明治3年）、明治維新後に帰郷し、下於曽村の名主となる。
明治維新を経た山梨県では、1872年（明治5年）に県庁が甲斐独自の税制であった大小切税法廃止を断行し、国中三郡の百姓を中心に反対運動が激化し、大小切騒動が起こる。田辺には山梨郡隼村（現・山梨県山梨市）へ養子に行った叔父の倉田利作がいた。江戸期以来の大小切税法存続運動にも参加していた倉田は騒動に荷担し、田辺は各村惣村の依頼により嘆願書の起草を行っている。騒動鎮圧後には倉田をはじめ関係者は処罰されているが、田辺は贖罪金のみで謝罪される。『郡誌』によれば以来数年間は謹慎していたと言われるが、田辺家資料では山梨郡勧業掛となり、青梅街道の開削に務めている。

### 自由民権運動への傾倒
1877年（明治10年）には、東海道各宿が明治維新の際に官軍東征や天皇東幸における人馬継立費用負担の立て替え分の支払いを求め国中三郡との間で訴訟が発生し（東海道宿助郷役金訴訟）、田辺は林誾とともに総代の一人として上京する。東京では大審院に赴く一方で後の民権運動家と交友し、茨城県士族の佐野広乃や市川大門村出身の依田孝、大塚村出身の薬袋義一ら山梨県で民権運動を主導する人物らと知り合っている。
明治初期の山梨県では、騒動後に赴任した県令藤村紫朗が県政を主導し、戸区長層を取り込み県民を慰撫し殖産興業の振興や道路改修事業を実施する。藤村県政は山梨県の近代化に大きく寄与するが、明治10年代には全国的な自由民権運動と連動して県政に対する批判が噴出し、1879年（明治12年）3月に創刊された民権派の機関誌『峡中新報』を中心に反藤村運動が展開された。
峡東地域では青梅往還の全線開通や地元で立て替えた建設費用の補填のめどが立たないことから批判が噴出し、1879年（明治12年）に山梨県会が設置され第一回県会議員選挙が実施されると、田辺は東山梨郡から当選し県会議員となる。田辺は民権派県議として活躍し、1881年（明治14年）の山梨県会では八巻九万とともに県庁主導の勧業費削減論を唱える。また、林野官民有区分が実施され林野が官有地に編入されると、東山梨郡下でも萩原山などで入会慣行が否定されたことに対し批判が噴出し、有栄は矢沢正富や日下部村出身の依田道長とともに山林問題に奔走している。
全国的に流行した自由民権運動において山梨県でも国会開設運動が発議され、1880年（明治13年）には『峡中新報』株主を中心に県内初の政治結社である峡中同進会が結成される。同年5月には国会開設嘆願の出京委員に佐野、依田が選出されるが同進会に所属する田辺は県会議員の依田孝ととも補欠委員として上京し、太政官へ嘆願書を提出する。また、1889年（明治22年）の条約改正反対運動では、小田切謙明らと建白書に名を連ねている。

### 民権運動から離反し実業界へ
その後は民権運動から離れ、実業界で活躍する。実業界において、田辺は1878年（明治11年）に銀行類似会社である盛産社を興し、養蚕や葡萄酒会社の経営も行う。また、山梨蚕糸協会幹事も勤めている。

### 県議・衆議院議員時代
1890年（明治23年）3月、帝国議会開設を控えた県議改選において依田道長、中沢仁兵衛らとともに再選を希望すると、田辺と対立し中沢・依田を推薦するグループが「公道会派」を称して対抗し、東山梨郡下において公道会派と田辺を筆頭とする反公道会派（田辺派）の構図は昭和初年まで続く党派的対立となった。
帝国議会開設を前に県下でも政治結社が結成されるが、田辺は古屋専蔵や八巻九万、根津嘉一郎らとともに山梨同志会に参加し、同年の第1回衆議院議員総選挙では山梨県第二区（東山梨郡・南都留・北都留郡）から出馬し、公道会派候補の初鹿野市右衛門を破り当選し、山梨県初の衆議院議員として中央政界へ進出する。第一回帝国議会では古屋とともに院内会派に属していないが、第二回帝国議会では民党系の巴倶楽部に所属し、蚕糸検査法や輸出税免除法案の成立に務めているほか、死刑廃止論の発議にも参加している。

### 政界引退から晩年
1892年（明治25年）の第2回衆議院議員総選挙では出馬せず政界を引退するが、反公道会派の筆頭として公道会派と対立する。公道会派との対立は東山梨郡下の村会議員選挙などにおいて激化しており、第二回総選挙において田辺が二区の民党系候補であった薬袋を支持すると、公道会派は依田道長を推薦し、公道会派は壮士を動員して激戦な選挙戦を繰り広げた。また、公道会派との対立は経済界にも及び、1900年（明治33年）には公道会派銀行に対抗し、七里村で開業した山梨銀行の頭取となる。
明治44年に死去。墓所は山梨県甲州市の向嶽寺。『県資』14では県内民権運動家の書簡を集めた「政治関係書簡」に「田辺家文書」が収録されているほか、『塩山市史』資料編にも関係文書が収録されている。